# Авіла
А́віла (ісп. Ávila) — місто в Іспанії, центр однойменної провінції на півдні Старої Кастилії.

## Клімат
Місто знаходиться у зоні, котра характеризується середземноморським кліматом. Найтепліший місяць — липень із середньою температурою 19.7 °C (67.5 °F). Найхолодніший місяць — січень, із середньою температурою 2.8 °С (37 °F).
| Клімат Авіли            | Клімат Авіли | Клімат Авіли | Клімат Авіли | Клімат Авіли | Клімат Авіли | Клімат Авіли | Клімат Авіли | Клімат Авіли | Клімат Авіли | Клімат Авіли | Клімат Авіли | Клімат Авіли | Клімат Авіли |
| Показник                | Січ.         | Лют.         | Бер.         | Квіт.        | Трав.        | Черв.        | Лип.         | Серп.        | Вер.         | Жовт.        | Лист.        | Груд.        | Рік          |
| Середній максимум, °C   | 7            | 8,7          | 11,4         | 12,8         | 16,9         | 22,6         | 27,2         | 26,8         | 22,6         | 16           | 10,8         | 8            | 15,9         |
| Середня температура, °C | 2,8          | 4,1          | 5,9          | 7,5          | 11,4         | 16           | 19,7         | 19,5         | 16,1         | 10,8         | 6,2          | 4            | 10,4         |
| Середній мінімум, °C    | −1,5         | −0,5         | 0,5          | 2,3          | 5,8          | 9,4          | 12,2         | 12,1         | 9,5          | 5,6          | 1,6          | −0,1         | 4,8          |
| Норма опадів, мм        | 32           | 22           | 23           | 42           | 50           | 37           | 16           | 19           | 29           | 40           | 43           | 44           | 400          |
| Днів з опадами          | 6            | 5            | 4            | 8            | 9            | 5            | 2            | 2            | 4            | 6            | 6            | 7            | 66           |
| Днів зі снігом          | 5            | 4            | 3            | 2            | 1            | 0            | 0            | 0            | 0            | 0            | 2            | 3            | 20           |
| Вологість повітря, %    | 77           | 72           | 64           | 63           | 60           | 53           | 43           | 44           | 55           | 68           | 76           | 79           | 63           |
| ----------------------- | ------------ | ------------ | ------------ | ------------ | ------------ | ------------ | ------------ | ------------ | ------------ | ------------ | ------------ | ------------ | ------------ |
| Джерело: Weatherbase    |              |              |              |              |              |              |              |              |              |              |              |              |              |

## Історія
В давнину Авіла — фінікійська, а потім римська колонія. У VIII сторіччі завойована арабами. В XI-ому відвойована християнами і була предметом династичної боротьби між Арагоном та Кастилією. Отримала ряд привілеїв від Альфонсо Х, короля Кастилії (1252—1282). В 1520 місто брало активну участь в Повстанні комунерос. 29 липня 1520 року в Авілі зібралися делегати повсталих міст і утворили так звану «Святу хунту», яка оголосила себе незалежною від намісника та королівської ради. З XVII сторіччя, після вигнання з Авіли морисків у 1609 Авіла поступово занепадає.

## Пам'ятки
В Авілі збереглися потужні середньовічні стіни з 86-ма круглими зубчастими вежами і 9-ма брамами, загальною довжиною понад 2500 метрів, собор (початок будівництва в XII сторіччі) з живописом кінця XV — початку XVI сторіч.

## Релігія
- Центр Авільської діоцезії Католицької церкви.